# Monthly Notices of the Royal Astronomical Society
Monthly Notices of the Royal Astronomical Society is een internationaal, aan collegiale toetsing onderworpen wetenschappelijk tijdschrift op het gebied van de astronomie. De naam wordt in sterrenkundige en astrofysische literatuurverwijzingen meestal afgekort tot MNRAS, elders tot Mon. Not. R. Astron. Soc..
Het wordt uitgegeven door Oxford University Press namens de Royal Astronomical Society.
Het tijdschrift is opgericht in 1827 als Monthly Notices of the Astronomical Society of London. De huidige naam dateert uit 1831, toen de Astronomical Society of London zijn naam veranderde in Royal Astronomical Society.